# Iphigénie en Tauride (Gluck)
Pour les articles homonymes, voir Iphigénie en Tauride.
Versions successives
Iphigenia in Tauris, 23 octobre 1781 : Nationalhoftheater (Burgtheater) de Vienne, version en allemand sur en livret traduit par Johann Baptist von Alxinger avec la collaboration de Gluck
(livret originel en books.google) 

Ifigenia in Tauride, 14 décembre 1783 : Burgtheater de Vienne, traduction en italien par Lorenzo da Ponte

Iphigenie auf Tauris,  9 juin 1900 : Großherzogliches Hoftheater de Weimar, deuxième version en allemand, remaniée par Richard Strauss, en trois actes
Représentations notables
24 février 1795, première berlinoise (dans la version allemande) au Königliches Nationaltheater im Gendarmenmarkt (devancier de l'actuel Konzerthaus)

7 avril 1796, première londonienne (dans la version italienne) au King's Theatre

25 novembre 1916, première new-yorkaise (dans la version Strauss) au Metropolitan Opera House

27 juin 1931, première reprise moderne à l'Opéra de Paris (Palais Garnier), sous la direction de Pierre Monteux, à l'aide de la Wagner Society d'Amsterdam

1er juin 1957, reprise de l'édition italienne de Da Ponte (abrégée) au Théâtre alla Scala de Milan, direction de Nino Sanzogno, mise en scene de Luchino Visconti, avec Maria Callas dans le rôle-titre
Personnages
- Iphigénie (soprano)
- Oreste (basse-taille)
- Pylade (haute-contre)
- Thoas (basse-taille)
- Diane (soprano)
- Une femme grecque (soprano)
- Première prêtresse (soprano)
- Deuxième prêtresse (soprano)
- Un ministre du Sanctuaire (basse)
- Un Scythe (ténor ou baryton)
- Prêtresses, Scythes, gardes de Thoas, Euménides et démons, Grecs à la suite de Pylade (chœur)

Airs
- « Grands Dieux! Soyez-nous secourables » Acte I (introduction et chœur - Iphigénie et prêtresses)
- « Ô toi qui prolongeas mes jours » – Acte I (air d'Iphigénie)
- « Dieux qui me poursuivez » - Acte II (air d'Oreste)
- « Unis dès la plus tendre enfance » - Acte II (air de Pylade
- « Le calme rentre dans mon chœur » - Acte II (air d'Oreste)
- « Ô malheureuse Iphigénie » - Acte II (air d'Iphigénie)
- « Et tu prétends encore que tu m'aimes » - Acte III (duo Oreste, Pylade)
- « Divinité des grandes âmes » - Acte III (air de Pylade)
- « Chaste fille de Latone » - Acte IV (hymne des prêtresses)

Iphigénie en Tauride est une tragédie lyrique en quatre actes de Christoph Willibald Gluck sur un livret de Nicolas-François Guillard, représentée pour la première fois à l'Académie royale de musique (Paris) le 18 mai 1779.

## Historique
Dès 1776, Alphonse du Congé Dubreuil, qui avait écrit un livret d'opéra sur le sujet d'Iphigénie en Tauride, proposa à Gluck de le mettre en musique. Celui-ci, de retour à Vienne, déclina l'offre en indiquant qu'il avait déjà reçu des propositions concernant le même sujet. Lorsqu'il revint à Paris en 1777-1778, Dubreuil renouvela ses démarches mais sans succès. À cette date, Gluck travaillait déjà sur le livret de Guillard, infiniment supérieur à celui de Dubreuil[Selon qui ?].
Dubreuil envoya alors son livret au directeur de l'Opéra, Anne-Pierre-Jacques Devismes, qui le confia au rival de Gluck, Piccinni, en lui disant qu'il souhaitait acclimater en France l'usage italien de confier le même sujet à deux compositeurs. Piccinni objecta que les livrets étaient différents et que, compte tenu des préventions qui existaient contre lui, son opéra ne pourrait se soutenir que s'il était donné avant celui de Gluck. Devismes le lui promit et Piccinni se mit au travail. Mais, peu après, il apprit que Gluck avait presque terminé son Iphigénie qui ne tarderait pas à être jouée. En définitive, l'opéra de Piccinni ne fut joué que quelques années plus tard.
Les répétitions de l'opéra de Gluck furent suivies avec passion. Le jour de la première, le 18 mai 1779, Marie-Antoinette vint en personne à l'Opéra où elle fut reçue selon le cérémonial ancien, précédée jusqu'à sa loge par les directeurs de l'Opéra porteurs de flambeaux. La distribution était particulièrement brillante : Le Vasseur était une Iphigénie hors pair, la tessiture aiguë de Larrivée convenait parfaitement au rôle difficile d'Oreste, Legros prêtait son admirable voix de haute-contre à Pylade, tandis que Moreau incarnait Thoas. Les ballets avaient été réglés par Noverre.
L'œuvre remporta un très grand succès. À un spectateur qui y trouvait de beaux morceaux, l'abbé Arnaud répliqua : « Il n'y a qu'un beau morceau, c'est l'opéra tout entier ! » Un jeune architecte nommé Claude Philibert Coquéau publia une brochure intitulée Entretiens sur l'état actuel de l'Opéra de Paris, où l'on soupçonna la griffe de Marmontel, Saint-Lambert et Morellet, et dans laquelle Gluck était attaqué. Suard répliqua vertement dans le Mercure, dont l'éditeur, Charles-Joseph Panckoucke, amputa la réplique de Coquéau. Malgré ces polémiques, l'opéra resta au répertoire de l'Académie royale de Musique et en était à sa quatre-vingt-dixième représentation parisienne à la mort de Gluck en 1787.
Le public parisien réclama un ballet final. Noverre proposa à Gluck de terminer par un divertissement dansé, Les Scythes enchaînés à qui l'on rendait la liberté. Bien qu'opposé en principe à ce type de conclusion – pour lui un opéra devait se terminer sur des paroles – Gluck accepta et François-Joseph Gossec fut chargé de composer la musique. Rapidement, toutefois, ce ballet fut supprimé.

## Représentations successives
Créée à Paris, à l'Académie Royale de Musique le 18 mai 1779, elle revient à Paris en 1829 pour une 408e représentation déjà. Après avoir été donnée au théâtre de la Ville (Théâtre-Lyrique) en 1868, au théâtre de la Renaissance en 1899 et à l'Opéra-Comique en 1900, elle revient à l'Opéra Garnier en 1931 sous la direction de Pierre Monteux, en 1965, en 1984, puis en 1995 sous la direction de Graeme Jenkins. Enfin en 2005, on entend à Garnier Susan Graham dirigée par Marc Minkowski.
Iphigénie en Tauride reçut sa première au Metropolitan Opera de New York le 25 novembre 1916 sous la direction d'Artur Bodanzky. Le rôle-titre était tenu par Melanie Kurt, celui d'Oreste par Hermann Weil. Cette représentation fut en même temps la première de cet opéra aux États-Unis. Recevant seulement cinq représentations cette saison, l'opéra de Gluck était chanté en allemand dans une version et une traduction de Richard Strauss sous le titre de Iphigenie auf Tauris. Iphigénie ne revint pas au Metropolitan Opera avant 2007. Cette nouvelle mise en scène est due à Stephen Wadsworth, en coproduction avec l'opéra de Seattle. Le chef d'orchestre Louis Langrée fit ses débuts avec la première, le 27 novembre, d'une série de huit représentations. Susan Graham chanta Iphigénie, avec Plácido Domingo dans le rôle de baryton d'Oreste. La représentation du 8 décembre a été diffusée en direct sur les radios du monde entier. L'œuvre a été reprise pour la saison 2010-2011 avec les deux mêmes chanteurs dans les rôles principaux et Patrick Summers comme chef d'orchestre. La représentation du 26 février 2011 été diffusée sur les radios et retransmise du Met en direct et en haute définition dans les cinémas du monde entier.
De la traduction italienne signée en 1783 par Lorenzo da Ponte, est restée « mémorable  la production  du Teatro alla Scala de 1957, sous la direction de Nino Sanzogno, mise en scène de Luchino Visconti  et avec Maria Callas dans le rôle-titre ». Lors de cette production on réalisa également l’enregistrement phonographique de la représentation du 1er juin, qui a ensuite été publié sur CD.

## Distribution
| Rôle                                         | Tessiture | Créateur du rôle       |
| -------------------------------------------- | --------- | ---------------------- |
| Iphigénie, prêtresse de Diane                | soprano   | Rosalie Levasseur      |
| Oreste, son frère, roi d'Argos et de Mycènes | baryton   | Henri Larrivée         |
| Pylade, ami d'Oreste, roi de Phocis          | ténor     | Joseph Legros          |
| Thoas, roi de Tauride                        | basse     | Jean-Pierre (?) Moreau |
| Diane                                        | soprano   | Châteauvieux           |

## Instrumentation
| Orchestre en fosse de Iphigénie en Tauride                            |
| Cordes                                                                |
| Premiers violons, seconds violons, altos, violoncelles, contrebasses, |
| Bois                                                                  |
| piccolo, 2 flûtes traversières, 2 hautbois, 2 clarinettes, 2 bassons, |
| Cuivres                                                               |
| 2 cors, 2 trompettes, 3 trombones,                                    |
| Percussions                                                           |
| timbales, triangle, tambour, tambourin, cymbales                      |

## Argument

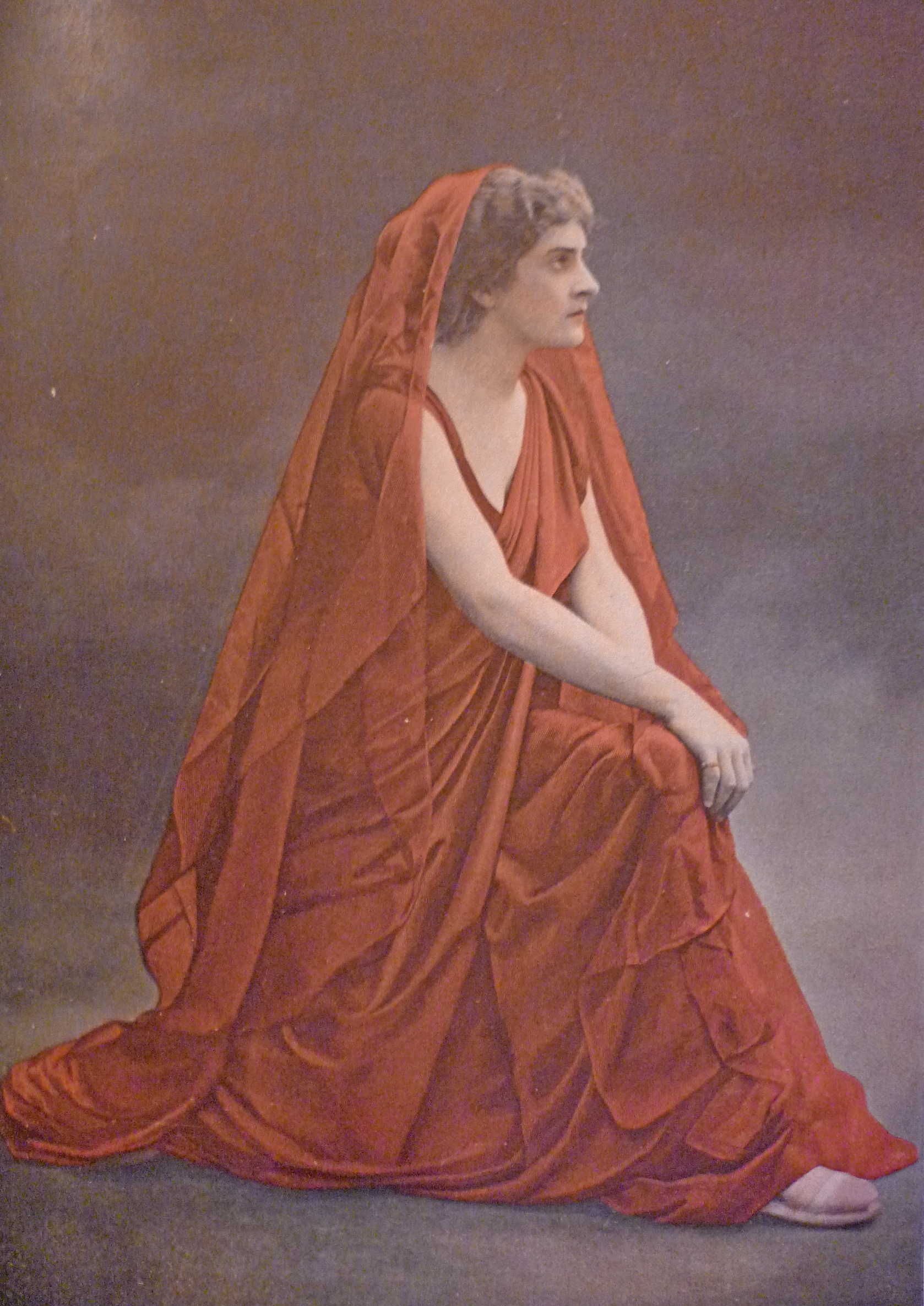
Jane Hatto dans le rôle d'Iphigénie en Tauride, au Théâtre antique d'Orange, pendant l'été 1900

Le livret de Guillard est inspiré de l'Iphigénie en Tauride de Claude Guimond de La Touche, elle-même inspirée d'Euripide. C'est une tragédie austère, dépourvue d'amour, bien faite pour incarner l'idéal sévère de Gluck, celui de la tragédie grecque mise en musique. C'est Gluck lui-même qui, contrairement aux usages, limita à quatre le nombre des actes. Le résultat est un ouvrage extrêmement équilibré : une puissante « symphonie » - qui n'est pas une ouverture car elle fait déjà partie du premier acte - qui décrit (avec indications précises de la main du compositeur) une violente tempête, sorte de poème symphonique avant la lettre, et quatre actes de durée sensiblement égale pour un ensemble d'approximativement deux heures.

### Acte I
La scène représente un bois sacré : au fond, le temple de Diane ; dans le lointain, la mer farouche.
La symphonie allegro moderato qui ouvre la partition met immédiatement le spectateur de plain-pied avec l'opéra, conformément aux conceptions de Gluck : quelques mesures solennelles piano, censées décrire une « tempête au loin », créent une atmosphère de gravité qui donne d'emblée le ton de l'ouvrage ; puis les altos et les basses, les hautbois entrent en scène pour montrer l'orage qui se rapproche et qui éclate enfin fortissimo au tutti (moins les petites flûtes) avant de redoubler de violence. Au milieu des rafales de la tempête s'élève le chant des prêtresses de Diane qui entonnent le chœur « Grands dieux soyez nous secourables ! »
Puis l'orage s'apaise brusquement tandis qu'Iphigénie entame le récitatif : « Le calme reparaît, mais au fond de mon cœur, Hélas ! l'orage habite encore. » L'agitation de l'orchestre figure cette agitation intérieure, selon un procédé très expressif qui sera repris au deuxième acte avec le récitatif d'Oreste : « Le calme rentre dans mon cœur ». Iphigénie évoque ensuite le cauchemar qu'elle a fait pendant la nuit (« Cette nuit j'ai revu le palais de mon père... ») : elle a vu son père Agamemnon assassiné par sa mère Clytemnestre, et s'est vue tuer son frère Oreste. Iphigénie chante alors une magnifique aria : « Ô toi qui prolongeas mes jours... », l'un des sommets de la partition, reprise par le chœur des prêtresses.
Paraît le roi des Scythes, Thoas, qui chante l'air célèbre et souvent imité : « De noirs pressentiments, mon âme intimidée... », dans lequel il explique que, depuis qu'un oracle lui a prédit qu'il serait tué par un étranger, toute personne abordant en Tauride doit être mise à mort. C'est en fait une déclamation sur une seule note, mais qui produit un effet extraordinaire, évoquant parfaitement la folie obsessionnelle du personnage. Les Scythes exécutent alors un chœur accompagné d'une danse barbare (« Il nous fallait du sang pour expier nos crimes... »), dont la couleur sombre et sauvage est superbement rendue par un rythme saccadé et une puissante orchestration avec cymbales, tambourins, triangle et petites flûtes.
On amène deux étrangers que la tempête a jetés sur le rivage (il s'agit d'Oreste et de Pylade). Ils refusent de répondre aux questions de Thoas qui les condamne à mort. L'acte se conclut sur la reprise de la danse des Scythes.

### Acte II
Dans un appartement intérieur du temple destiné aux victimes
Oreste et Pylade sont enchaînés en attendant d'être mis à mort. Ils dialoguent dans un sombre récitatif, souligné par les hautbois et les bassons. Dans un air énergique, Oreste supplie les dieux de le tuer (« Dieux qui me poursuivez, dieux, auteurs de mes crimes... »).
Pylade proteste dans un splendide récitatif suivi d'une aria da capo : « Quel langage accablant pour un ami qui t'aime... Unis dès la plus tendre enfance... ». C'est un morceau d'une très grande noblesse de sentiments et d'expression, l'un des plus beaux airs de Gluck, admirablement souligné au basson.
On sépare les deux amis, et Oreste, après avoir supplié les dieux de l'écraser, s'apaise et chante l'aria : « Le calme rentre dans mon cœur » ; mais l'agitation de l'orchestre, sur un rythme syncopé, dément les paroles et souligne son trouble. Accablé, il s'endort. Surgissent alors les Euménides qui l'entourent et dansent autour de lui un ballet-pantomime terrifiant. À cinq reprises, elles répètent : « Il a tué sa mère », dans la lugubre tonalité de ré mineur. C'est une scène d'une très grande force dramatique, l'une des plus terrifiantes de Gluck.
Iphigénie entre, et Oreste, halluciné, la prend pour Clytemnestre. Ici, Guillard, à la demande expresse de Gluck, a supprimé la césure qui, dans la pièce de Guimond de La Touche, sépare la scène des Euménides à la fin de l'acte II et cette fausse reconnaissance au début de l'acte III : c'est ce qui explique que l'opéra, fait très inhabituel, ne compte que quatre actes. Le rapprochement des deux scènes produit un effet d'une immense intensité dramatique.
En réponse aux questions d'Iphigénie, Oreste rapporte l'épouvantable histoire des Atrides. Terrifiée, Iphigénie chante une grande aria da capo : « Ô malheureuse Iphigénie ! » dans laquelle elle pleure la perte de toute sa famille. Cet air est considéré comme le plus beau de tout l'opéra et l'un des chefs-d'œuvre de Gluck.
Au lieu de terminer l'acte sur ce sommet musical, Gluck introduit la reprise d'un chœur de son Iphigénie en Aulide, « Que de grâce, que d'attraits ». Mais autant cet air est gai et entraînant dans la première Iphigénie autant dans la seconde, oscillant du majeur au mineur, il devient grave et solennel. La question de savoir s'il s'agit d'une simple facilité ou bien d'un véritable rappel de thème est ouverte.

### Acte III
L'appartement d'Iphigénie
Musicalement, l'acte III est le moins intéressant de la partition. Il commence par un air d'Iphigénie (« D'une image, hélas ! trop chérie »), introduisant la scène dans laquelle elle s'entretient avec Oreste et Pylade et déclare qu'elle peut sauver l'un des deux. Les deux amis se disputent alors pour savoir lequel des deux va mourir pour sauver l'autre (duo: « Et tu prétends encore que tu m'aimes »). En définitive, c'est Pylade qui doit partir, muni d'un message qu'Iphigénie destine à sa sœur Électre. Mais il décide de rester pour sauver Oreste : l'acte se conclut sur l'air par lequel il implore les dieux de lui porter assistance (« Divinité des grandes âmes »). L'enthousiasme qui le transporte laisse pressentir le dénouement heureux de la pièce.

### Acte IV
L'intérieur du temple de Diane
Au moment de sacrifier Oreste, Iphigénie est prise entre son devoir et la répugnance qu'il lui inspire. Elle chante un air « Je t'implore et je tremble, ô déesse implacable ! » puis les prêtresses de Diane entonnent le chœur « Chaste fille de Latone », repris de Philémon et Baucis et dont la musique accompagne désormais un cantique dans la liturgie anglicane.
Au moment où elle va sacrifier Oreste, celui-ci dit : « Ainsi tu péris en Aulide, Iphigénie, ô ma sœur ! ». Simplement parlée à la faveur d'une interruption de la musique, cette phrase produit un grand effet dramatique avec une extrême économie de moyens. Iphigénie tombe dans les bras de son frère et chante sa joie.
Thoas, qui a eu vent de la fuite de Pylade, arrive pour s'assurer de l'exécution du sacrifice. Les prêtresses de Diane défendent Oreste. Pylade arrive à la tête d'une troupe de Grecs, met à mort Thoas et combat les Scythes. Diane apparaît qui pardonne à Oreste le meurtre de sa mère, l'invite à retourner à Mycènes pour y succéder à Agamemnon et enjoint aux Scythes de rendre aux Grecs sa statue, objet initial du voyage d'Oreste et Pylade. L'opéra se termine sur un chœur de liesse accompagné de trompettes et de timbales : « Les dieux, longtemps en courroux, ont accompli les oracles… ».